# 巴拿馬穗甲鯰
巴拿馬穗甲鯰，為輻鰭魚綱鯰形目甲鯰科的其中一種，為熱帶淡水魚，分布於中南美洲巴拿馬Mamoni、Tuira及Yape河、哥倫比亞San Juan、Sinu河流域，體長可達26.5公分，棲息在底層水域，生活習性不明。

## 扩展阅读
維基物種上的相關：巴拿馬穗甲鯰